# Deutsche Badmintonmeisterschaft 1955
Die Deutsche Badmintonmeisterschaft 1955 fand vom 16. bis zum 17. April 1955 in Düsseldorf statt.

## Medaillengewinner
| Disziplin    | Gold                                                       | Silber                                                                                 | Bronze                                                                            |
| ------------ | ---------------------------------------------------------- | -------------------------------------------------------------------------------------- | --------------------------------------------------------------------------------- |
| Herreneinzel | Günter Ropertz (1. DBC Bonn)                               | Heinz Koch (STC Blau-Weiß Solingen)                                                    | Hans Eschweiler (1. DBC Bonn)                                                     |
| Herreneinzel | Günter Ropertz (1. DBC Bonn)                               | Heinz Koch (STC Blau-Weiß Solingen)                                                    | Erich Rakowski (STC Blau-Weiß Solingen)                                           |
| Dameneinzel  | Hannelore Schmidt (STC Blau-Weiß Solingen)                 | Irmgard Ehle (Ohligser TV)                                                             | Erna Wüsthoff (Ohligser TV)                                                       |
| Dameneinzel  | Hannelore Schmidt (STC Blau-Weiß Solingen)                 | Irmgard Ehle (Ohligser TV)                                                             | Erna Müller (1. Frankfurter BC)                                                   |
| Herrendoppel | Hans Eschweiler (1. DBC Bonn) Günter Ropertz (1. DBC Bonn) | Hans Walbrück (1. DBC Bonn) Hans Riegel (1. DBC Bonn)                                  | Günther Seilberger (Biebricher BC) Manfred Fulle (Biebricher BC)                  |
| Herrendoppel | Hans Eschweiler (1. DBC Bonn) Günter Ropertz (1. DBC Bonn) | Hans Walbrück (1. DBC Bonn) Hans Riegel (1. DBC Bonn)                                  | Heinz Koch (STC Blau-Weiß Solingen) Erich Rakowski (STC Blau-Weiß Solingen)       |
| Damendoppel  | Erna Wüsthoff (Ohligser TV) Irmgard Ehle (Ohligser TV)     | Sybille Weber (1. DBC Bonn) Luise Schmitz (1. DBC Bonn)                                | Liselotte Kreissler (BC Westfalia Herne) Reinhild Haumann (BC Westfalia Herne)    |
| Damendoppel  | Erna Wüsthoff (Ohligser TV) Irmgard Ehle (Ohligser TV)     | Sybille Weber (1. DBC Bonn) Luise Schmitz (1. DBC Bonn)                                | Gisela Ellermann (STC Blau-Weiß Solingen) Marlies Veller (STC Blau-Weiß Solingen) |
| Mixed        | Hans Riegel (1. DBC Bonn) Luise Schmitz (1. DBC Bonn)      | Günther Chiwitt (BC Schwarz-Weiß Düsseldorf) Henny Deimel (BC Schwarz-Weiß Düsseldorf) | Heinz Koch (STC Blau-Weiß Solingen) Hannelore Schmidt (STC Blau-Weiß Solingen)    |
| Mixed        | Hans Riegel (1. DBC Bonn) Luise Schmitz (1. DBC Bonn)      | Günther Chiwitt (BC Schwarz-Weiß Düsseldorf) Henny Deimel (BC Schwarz-Weiß Düsseldorf) | Alfred Hartmann (BC Leck) Annegret Mangels (BC Leck)                              |